# Puya cardenasii
Puya cardenasii är en gräsväxtart som beskrevs av Lyman Bradford Smith. Puya cardenasii ingår i släktet Puya och familjen Bromeliaceae. Inga underarter finns listade i Catalogue of Life.